# 郭秉宽
郭秉宽（1904年—1991年），男，福建龙岩人，中国眼科学家，曾任上海医科大学教授、博士生导师。